# ZEB1
ZEB1‏ (Zinc finger E-box binding homeobox 1) هوَ بروتين يُشَفر بواسطة جين ZEB1 في الإنسان.

## الوظيفة
يُشفِّر بروتين ZEB1 (المعروف سابقًا باسم TCF8) عامل نسخ إصبع الزنك وعلبة مثلية، والذي يثبط التعبير الجيني للإنترلوكين 2 الخاص بالخلايا الليمفاوية التائية، وذلك من خلال الارتباط بمجال تنظيمي سلبي (100 نيوكليوتيد، 5-برايم) لموقع بدء نسخ الإنترلوكين 2. ينتمي بروتين ZEB1 ونظيره الثديي ZEB2 إلى عائلة Zeb ضمن فئة ZF (إصبع الزنك) لعوامل نسخ العلبة المثلية. يحتوي بروتين ZEB1 على سبعة أصابع زنك وعلبة مثلية واحدة. يظهر هيكل العلبة المثلية على اليمين.

## الأهمية السريرية
ترتبط طفرات الجين بضمور القرنية المتعدد الأشكال الخلفي 3. يُقلل ZEB1 من إنتاج الكادهيرين-E ويحفز التحول الطلائي - اللحمي المتوسط في سرطان الثدي وأنواع أخرى من السرطان. أشارت دراسة حديثة إلى دوره المساهم في انتشار سرطان الرئة وتطور النقائل. تم تحديد الإفراط في التعبير عن ZEB1 كعامل خطر محتمل للتكرار وسوء التشخيص في العديد من أنواع السرطان.